# Лики святості

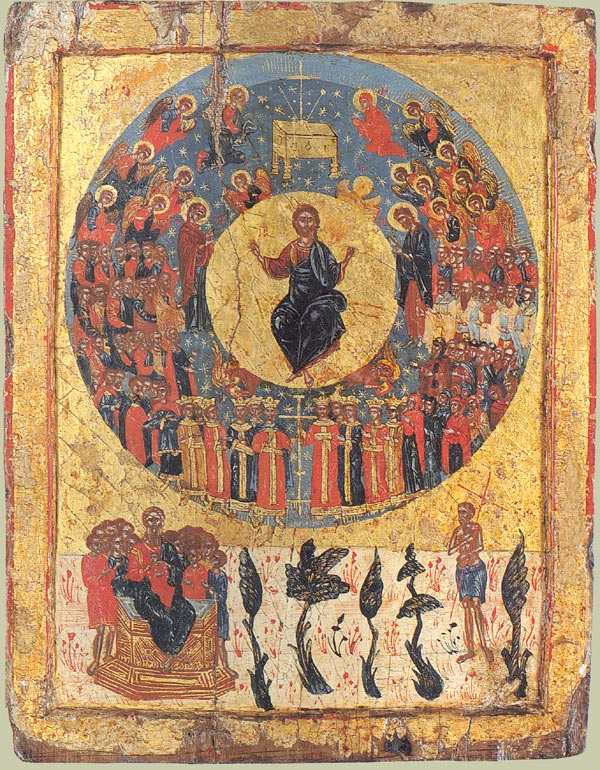
Святі, які стоять у групах за ликами святості (ікона «Друге пришестя», Греція, бл. 1700)

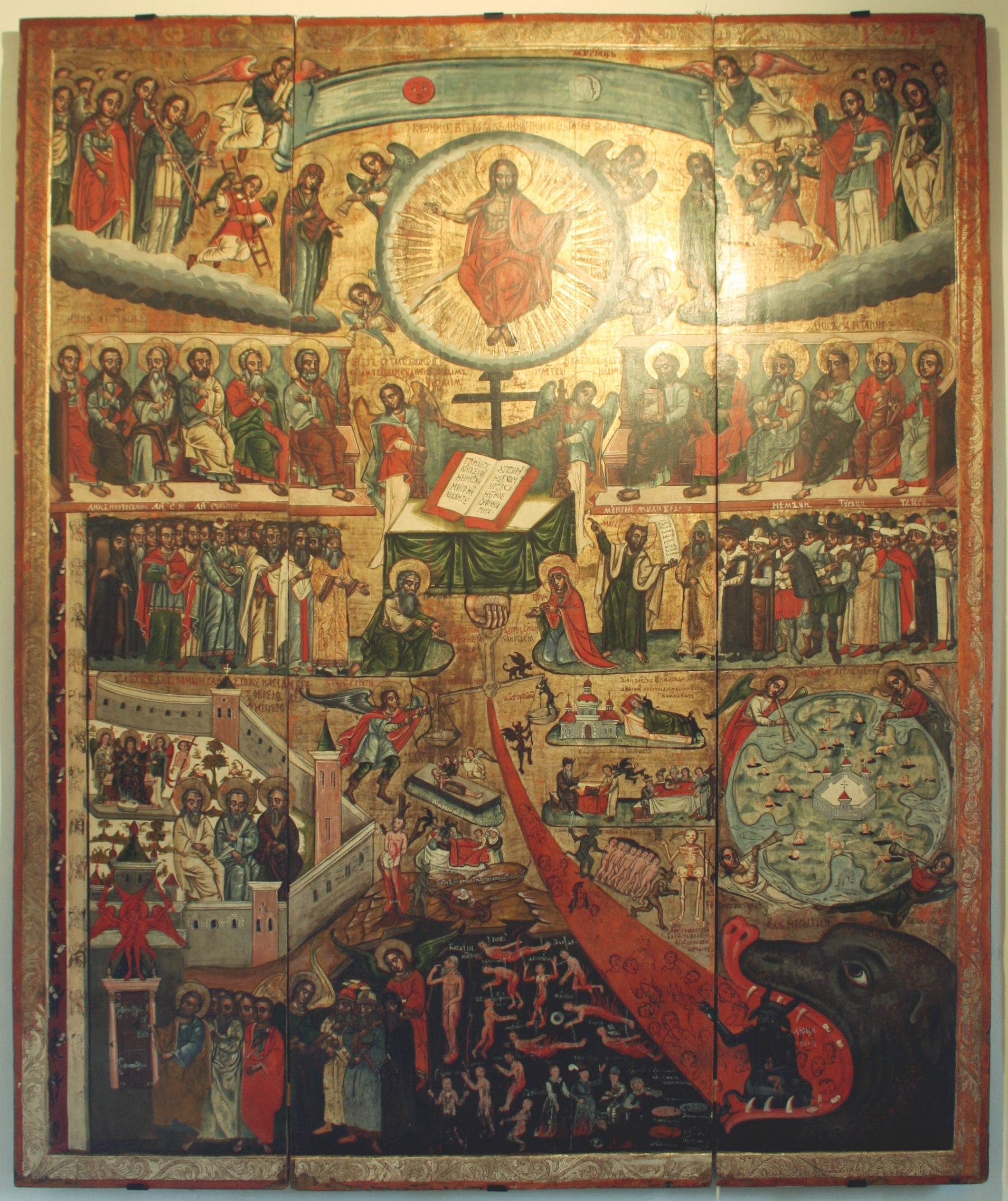
Святі, розміщені в небесах за ликами святості (українська ікона «Страшний суд», Польща, XVII ст.)

Лики святості — категорії, на які в православ'ї прийнято розділяти святих під час їхньої канонізації та при шануванні залежно від виду їхнього християнського подвигу за життя.

## Православні лики святості
| Назва лику         | Критерії включення |  |
| ------------------ | --- |  |
| Апостоли           | Учні Ісуса Христа. Розрізняють дванадцять апостолів та апостолів від сімдесяти. |  |
| Безсрібники        | Християни, які прославилися своєю безкорисливістю, відмовою від багатства заради своєї віри. Часто до них відносять святих, які мали дар зцілення і не брали плати за свою працю.                                                                   |  |
| Благовірні         | Монархи та удільні князі — за своє благочестиве життя, діяння зі зміцнення церкви та віри. |  |
| Блаженні           | Синонімічне іменування юродивих на Русі, а також установлене іменування деяких неюродивих святих (св. блж. Ієронім, Августин Блаженний, блаженна княгиня Ольга, Блаженна Матрона, блаженний Микита).                                                |  |
| Великомученики     | Мученики за віру, які перенесли особливо тяжкі й тривалі муки (Злата Мегленська). |  |
| Сповідники         | Особи, які відкрито сповідували свою віру в часи гоніння на християн. На відміну від мучеників, сповідники після перенесених мук залишалися живими.                                                                                                 |  |
| Мученики           | Люди, які прийняли смерть за свою віру. |  |
| Праотці            | Старозавітні патріархи, шановані як зразки благочестя. Батьки та чоловік Богородиці, апостол Яків (брат Господній) також відносяться до праотців, проте звуться Богоотцями (до богоотців відносять і царя Давида).                                  |  |
| Праведні           | Миряни та священнослужителі з білого духовенства, шановані за праведне життя. |  |
| Преподобномученики | Мученики за віру з числа чернецтва. |  |
| Преподобні         | Ченці, шановані за подвижницьке життя. |  |
| Пророки            | Особи, згадувані в Біблії, що звіщали народу волю Бога і проповідували на території древніх Ізраїля та Юдеї. Шанують 18 старозавітних пророків і одного новозавітного — Йоана Хрестителя, який є останнім святим, шанованим у даному лику святості. |  |
| Рівноапостольні    | Особи, які прославилися проповіддю Євангелія та наверненням народів до християнства. |  |
| Святителі          | Архієреї, які прославилися праведним життям і пастирською діяльністю. |  |
| Священномученики   | Мученики за віру з числа священиків. |  |
| Стовпники          | Святі аскети, що обрали для себе особливий подвиг — стояння на стовпі вдень та вночі. |  |
| Страстотерпці      | Особи, які прийняли мученицьку кончину не за віру, можливо навіть від єдиновірців (в силу злоби, підступу, змови). Шанується особливий характер їх подвигу — беззлобність і несупротив ворогам.                                                     |  |
| Чудотворці         | Святі, які прославилися даром чудотворення і заступництва у відповідь на молитви до них. |  |
| Юродиві            | Подвижники, які добровільно взяли на себе образ безумних. Для таких осіб характерний аскетичний образ життя, викриття (в тому числі публічне) людських пороків.                                                                                     |  |